# Gierman Kutarba
Gierman Wasiljewicz Kutarba, ros. Герман Васильевич Кутарба (ur. 10 września 1978 w Gagrze, Gruzińska SRR) – rosyjski piłkarz, grający na pozycji pomocnika a wcześniej obrońcy.

## Kariera piłkarska

### Kariera klubowa
Wychowanek Dinama Gagra. W 1996 rozpoczął karierę piłkarską w pierwszoligowej drużynie Żemczużyna Soczi. Potem występował w Kubaniu Krasnodar, ponownie Żemczużynie Soczi oraz Ałanii Władykaukaz. Piłkarz wydzielał się nadmierną emocjonalnością i brakiem powściągliwości na boisku, za którą wielokrotnie był dyskwalifikowany. Tak w 1998 Kutarba naniósł poważne obrażenia 18-letniemu Aleksandru Woropajewu, przez co młody piłkarz był zmuszony zakończyć swoją karierę. Kutarba otrzymał dyskwalifikację na 10 meczów. W 1999 roku ponownie zdyskwalifikowany na 10 meczów za plucie i próbę fizycznego wpływu na sędziego. W 2001 roku został zaproszony przez trenera Walerija Gazzajewa do Dinama Moskwa. Po odejściu trenera powrócił do Ałanii Władykaukaz. Sezon 2002 spędził w Tereku Grozny, z którym zdobył awans do pierwszej dywizji, ale w 2003 roku pojawił się ponownie w trzeciej lidze w składzie Awtodoru Władykaukaz. Według słów Gazzajewa zawodnik został oddany jako część rozliczenia za przejście w drugą stronę innego piłkarza Igora Janowskiego. W połowie 2003 został zaproszony przez trenera Wjaczesława Hroznego do Arsenału Kijów, w którym grał na zasadach wypożyczenia, dopóki u ukraińskiego klubu nie pojawiły się problemy finansowe. Na początku 2005 odszedł do Dinama Moskwa. Przed rozpoczęciem sezonu doznał kontuzji łąkotki i w ciągu około dwóch miesięcy nie mógł grać na polu. Latem 2005 został wystawiony na transfer, po czym powrócił do Ukrainy, gdzie zasilił skład Metałurha Zaporoże, który trenował Wjaczesław Hrozny. We wrześniu 2005 roku został zawieszony na 8 meczów za rzucanie piłki w twarz sędziego i uderzenie przeciwnika. Po zakończeniu sezonu 2005/06 opuścił zaporoski klub. Sezon 2007 rozpoczął w klubie Maszuk-KMW Piatigorsk, ale w sierpniu 2007 po raz trzeci wrócił do Ukrainy, gdzie został piłkarzem Tawrii Symferopol. Nie potrafił przebić się do podstawowego składu, rozegrał tylko 5 meczów, wchodząc na boisko tylko na zmianę, dlatego w marcu 2008 otrzymał status wolnego klienta. Potem grał w FK Soczi-04, a latem 2008 przeszedł do SKA Rostów nad Donem. Po zakończeniu sezonu został bez klubu, dopiero w sierpniu 2009 roku zasilił skład Tereku Grozny, ale już we wrześniu kontrakt został anulowany. W 2010 powrócił do ojczyzny, gdzie występował w miejscowym SK Gagra.